# Algas
L'Algas o pic d'Algas és una muntanya de 3.036 m d'altitud, amb una prominència de 97 m, que es troba al massís de Infiernos-Argualas a la província d'Osca (Aragó).